# Poitiers
Poitiers is een stad en gemeente in het Franse departement Vienne in de regio Nouvelle-Aquitaine met 89.472 inwoners op 1 januari 2022. 
Het centrum van Poitiers is gelegen op een heuvel tussen de samenvloeiing van de rivieren de Clain en de Boivre. Poitiers is hoofdstad (prefectuur) van het departement Vienne en van het arrondissement Poitiers. Het is de centrumstad van het gemeentelijk samenwerkingsverband Communauté d'Agglomération du Grand Poitiers en Poitiers was ook de hoofdstad van de voormalige regio Poitou-Charentes.
De stad heeft een oud centrum met veel kerken en andere bezienswaardigheden, en een universiteit.
Niet ver van Poitiers ligt het attractiepark Futuroscope.

## Geschiedenis

### Pictones
Al voor de Romeinse invasie van Gallië werd tussen de 4e en 2e eeuw v. Chr. op de plaats van Poitiers door de Pictones de nederzetting Lemonum gebouwd op een kalkplateau, dat doorsneden werd door twee rivieren (Clain en Boivre). De stad had zo een goede watervoorziening en door de rivieren en steile rotsen een natuurlijke verdediging en geschikt bouwmateriaal. 
Lemonum werd de hoofdstad van een Pictoons rijk, dat een groot deel van de huidige departementen Deux-Sèvres en de Vendée omvatte. Er werd geld in omloop gebracht met de beeltenis van Duratius, de eerste Pictoon waarvan de naam bekend is.

### Romeinen
De Romeinen namen in de 1e eeuw v. Chr. het Pictoonse gebied op in hun provincie Aquitanië, waar Saintes de hoofdstad van was. Lemonum bleef de hoofdstad van de Pictones en hun territorium werd onder de Romeinen uitgebreid. De nederzetting groeide uit tot de Romeinse stad Lemonum (of Limonum), waar een forum, thermen (badhuizen), drie aquaducten en een van de grootste amfitheaters van Frankrijk (voor ongeveer 34.000 toeschouwers) werden gebouwd. Er zijn veel grafmonumenten met opschriften uit die tijd gevonden, zoals van Claudia Verenilla, de dochter van de stadhouder van Aquitanië Claudius Varenius. Een ander grafmonument was van Marcus Sedatius Severianus uit de 2e eeuw, een Pictoon die onder meer quaestor van Sicilië en bestuurder van Cappadocië was geweest.
Vanaf de 3e eeuw werd de naam Lemonum vervangen door Pictavia, waaruit later de namen Poictiers en Poitou ontstonden. Die naamsverandering lijkt samen te hangen met de inval van de Germanen. De stad werd in die tijd met een muur omringd, een van de sterkste van Gallië: aan de voet 6 meter dik, 10 meter hoog, 2,5 km lang met om de ca. 25 meter een ronde toren. De muur omsloot een gebied van 43 hectare en bepaalde tot aan de 12e eeuw de grenzen van de stad. Er zijn geen sporen van grote verwoestingen aangetroffen, vermoedelijk heeft Poitiers betrekkelijk weinig van de Germaanse invallen te lijden gehad. Scholen voor grammatica en retorica in Poitiers overleefden de periode van plunderingen en vernielingen in Gallië.

### Vroege middeleeuwen

#### Hilarius
De stad was al vanaf de vierde eeuw de bisschoppelijke zetel van het bisdom Poitiers. Hilarius (315-367) die uit een voorname heidense Pictoonse familie kwam was de eerste bisschop die er zetelde. Hij stichtte scholen, waardoor de stad een centrum van cultuur en beschaving bleef. Hilarius was tegen het arianisme en om die reden verbande de Romeinse pro-ariaanse keizer Constantijn II (regering van 317 tot 340) hem naar Phrygië. Na zijn heiligverklaring door de paus van Rome werd er een basiliek aan Hilarius gewijd.
Poitiers ging deel uitmaken van het Frankische rijk. In 507 werd de ariaanse koning Alarik II van de Visigothen (Westgothen) bij Poitiers door de tot het christendom bekeerde koning Clovis I (466-511) verslagen.
Er werden verschillende kerken gebouwd en elke kerk moest er een onderwijsinstelling op na houden. Poitiers werd beroemd als 'voornaam centrum van christendom'. Vooral de Sint-Hilariuskerk verwierf grote faam als brandpunt van beschaving, vooral op het gebied van literatuur en muziek. Poitiers werd naast hoofdstad van Poitou bovendien een centrum van kerkelijke en wereldlijke macht. De graaf, later hertog, en de bisschop hadden er hun residentie.

#### Radegonde
Omstreeks 550 werd in Poitiers een van de eerste vrouwenkloosters in Gallië gesticht, het abdijklooster van het Heilig Kruis, waartoe Radegonde (518-587), dochter van koning Berthar van Thüringen het initiatief nam. Zij was door de Frankische koning Chlotarius I gedwongen met hem te trouwen. Haar broer Chlothachar werd in het jaar 555 door haar echtgenoot vermoord, waarna ze vluchtte naar bisschop Medardus van Noyon en non werd. Enige tijd later stichtte Radegonde het vrouwenklooster in Poitiers. Tijdens haar leven kwam de dichter Venantius Fortunatus naar de stad en werd door Radegonde geïnspireerd tot het schrijven van gedichten en hymnen. Radegonde werd begraven in de Sint-Radegondekerk en heilig verklaard. Ze wordt vereerd als patrones van Poitiers.

#### Karel Martel
Het is ten noorden van deze stad bij Vieux-Poitiers dat Karel Martel in de Slag bij Poitiers de Saracenen versloeg en daarmee hun opmars naar het rijke Tours en Noord-Europa tot staan bracht. Poitiers was de hoofdstad van de Franse provincie Poitou en het werd een rijke stad, niet in de laatste plaats omdat het een verzamelpunt werd voor Noordwest-Europa op de pelgrimsroute naar Santiago de Compostella. Er verrezen schitterende romaanse kerken.

### Hoge middeleeuwen
Hertog Willem V van Aquitanië 'de Grote' (990-1030) voorzag zijn Merovingische paleis van een 'Grote Zaal'. Thans maakt het deel uit van het Paleis van Justitie. Er werd in heel Europa met diep respect over het hof van Willem V gesproken. Er waren verfijnde 'hoffelijke' omgangsvormen en werd een leerschool voor onberispelijk 'ridderlijk' gedrag. Grote heren stuurden hun zonen naar Poitiers om er tot ridders te worden gevormd. Er kwam een einde aan de welvaart van Poitiers toen koning Filips Augustus zich in 1208 van de stad meester maakte.  

### Late middeleeuwen
In de veertiende eeuw bestuurde Jean de Berry (bekend van Les Très Riches Heures du duc de Berry, verlucht door de gebroeders Van Limburg) de stad. Hij liet een belfort bouwen met een klok, die het vijfde openbare uurwerk was van Frankrijk.
Tijdens de Honderdjarige Oorlog leden de Fransen in de slag bij Poitiers (1356) een zware nederlaag tegen de Engelsen.
Toen de Bourguignons in 1418 Parijs innamen, vluchtte kroonprins Karel eerst naar Bourges en vervolgens naar Poitiers. De stad bloeide op; er werden molens gebouwd en er werd in 1431 een universiteit gesticht, de Universiteit van Poitiers.

### Vroegmoderne tijd
De economische ontwikkeling van Poitiers werd geremd door de onbevaarbaarheid van de Clain. In 1430 werd een eerste poging ondernomen om de rivier te kanaliseren, maar dit project werd al na een jaar bij gebrek aan middelen opgegeven. Het project werd weer opgepakt in de zestiende eeuw en in de eerste helft van de zeventiende eeuw slaagde men erin scheepvaartverkeer mogelijk te maken tussen Vivonne en Châtellerault. Zo werd er verbinding gemaakt met de Vienne, en verderop met de Loire. Poitiers kreeg een haven waar platbodems konden aanleggen. Door geldgebrek werd dit kanaal met zijn sluizen niet onderhouden en werd het opnieuw onbevaarbaar.

## Economie
Poitiers heeft een uitgebreide diensten- en industriële sector. Er is een groot aanbod aan winkels en horeca. In Poitiers staat een porseleinfabriek van de groep Philippe Deshouillières.

## Kerken

### Notre-Dame la Grande

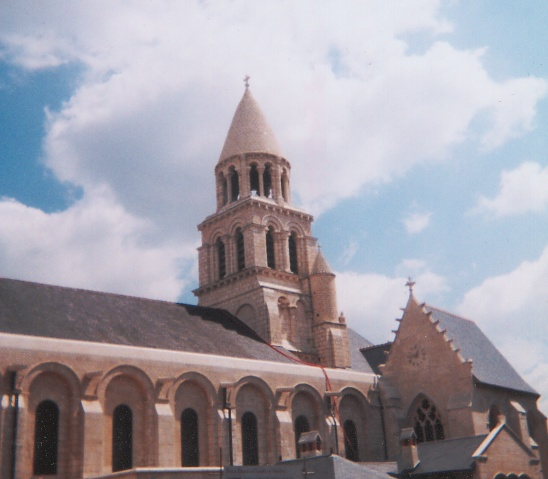
Notre-Dame la Grande

De kerk ‘Notre-Dame la Grande’ is door de harmonieuze verhoudingen en het volmaakte lijnenspel een prachtig voorbeeld van de romaanse bouwkunst. Boven het hoofdportaal en de arcaden aan weerszijden ervan zijn bas-reliëfs, die onder andere de geboorte van Christus, het kindje Jezus in bad, en Jozef in gebed verzonken weergeven. De booglijsten laten bijzonder mooi beeldhouwwerk zien, met planten en fabeldieren.
Het schip heeft een tongewelf en twee zijbeuken. Het beeld achter het hoofdaltaar dateert uit de 16e eeuw, en stelt ‘Notre Dame des Clefs’ voor: ‘Onze Lieve Vrouw van de sleutels’, ter herinnering aan het feit dat in 1202 nog juist voorkomen kon worden dat een verrader de sleutels van de stad aan de Engelsen overhandigde.

### Saint-Porchaire
Van de elfde-eeuwse kerk Saint-Porchaire is alleen nog de westbouw over, met romaanse kapitelen. Op het rechterkapiteel zien we Daniël, die door een engel uit de leeuwenkuil wordt gered.

### Saint-Hilaire le Grand
De kerk ‘Saint-Hilaire le Grand’ werd al in de 11e eeuw gebouwd voor de vele pelgrims op weg naar Santiago de Compostella. Zij bestond uit drie schepen met houten plafonds. In de 12e eeuw werd hij door brand verwoest. Om stenen gewelven te kunnen plaatsen werden de schepen smaller gemaakt. De oorspronkelijke zijbeuken werden in tweeën gedeeld; ook in het middenschip plaatste men zuilen; zo ontstond een kerk met zeven schepen, waarvan de gewelven doen denken aan een ets van Escher. De kapitelen zijn versierd met fraai romaans beeldhouwwerk; op een ervan zien we het sterfbed van de heilige Hilarius van Poitiers, die de streek in de 4e eeuw heeft gekerstend.

### Baptisterium van Sint-Johannes
Het Baptisterium van Sint-Johannes werd gebouwd in 360 en is thans een museum.

## Geografie
De oppervlakte van Poitiers bedroeg op 1 januari 2022 42,11 vierkante kilometer; de bevolkingsdichtheid was toen 2.124,7 inwoners per km².
De onderstaande kaart toont de ligging van Poitiers met de belangrijkste infrastructuur en aangrenzende gemeenten.

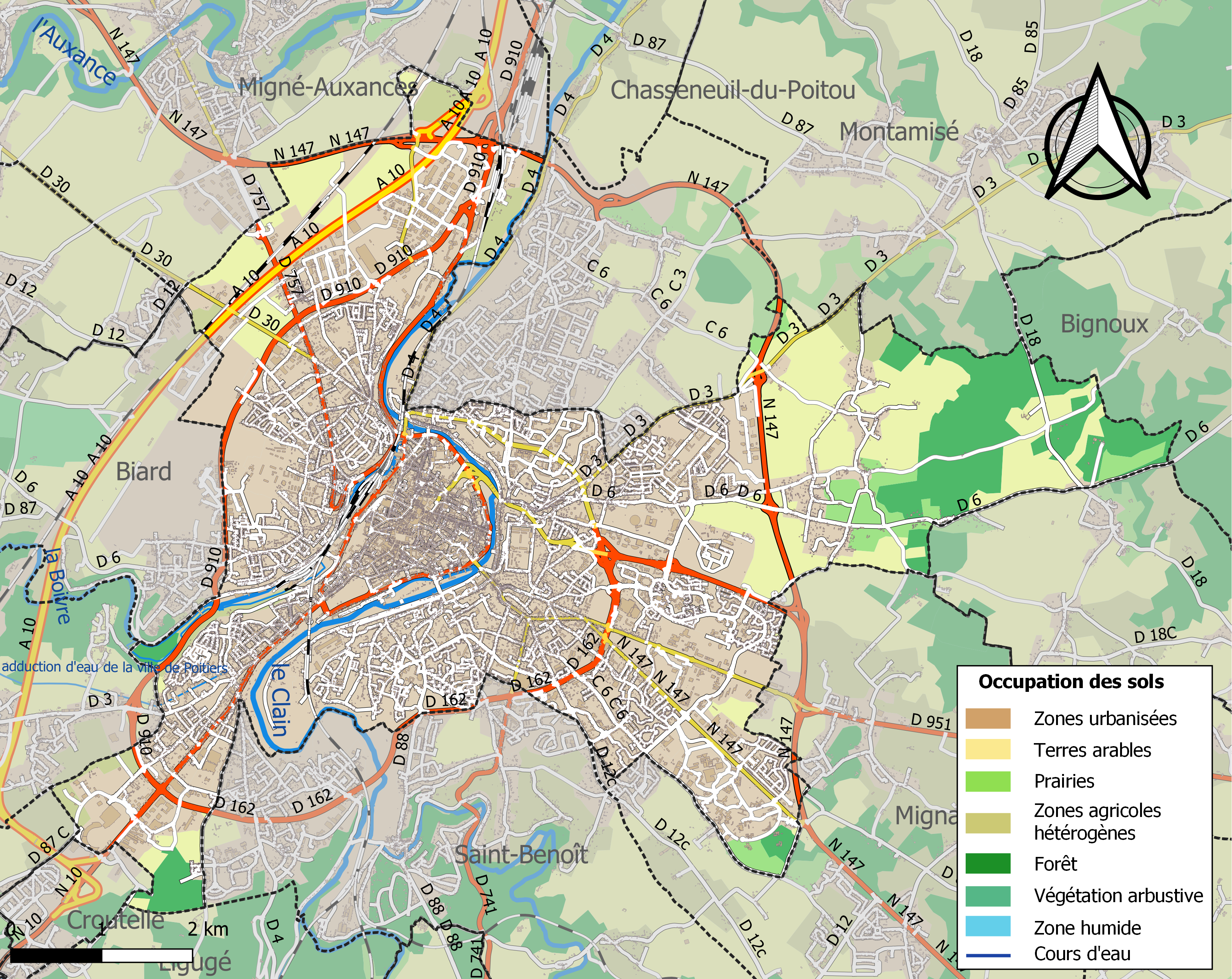

## Demografie
Onderstaande figuur toont het verloop van het inwonertal (bron: INSEE-tellingen).

## Verkeer en vervoer
Er stoppen TGV's van de lijnen Parijs - Bordeaux en La Rochelle aan het station Poitiers. Er is een aftakking naar Poitiers voorzien aan de verlenging van de LGV Atlantique. Verder ligt de stad aan de snelweg A10 tussen Parijs en Bordeaux.
In Poitiers is er een (bescheiden) vliegveld (Poitiers-Biard).

## Sport
Poitiers was negen keer etappeplaats in de wielerkoers Ronde van Frankrijk. Dat was voor het eerst in 1955 het geval. In 2020 was Poitiers voorlopig voor het laatst etappeplaats. De Australiër Caleb Ewan won deze rit.

## Bekende inwoners van Poitiers

### Geboren
- Hilarius van Poitiers (315-367), kerkvader en kerkleraar
- Emmeramus (?-652), heilige, bisschop in Duitsland
- Diane de Poitiers (1499-1566), gravin van Saint-Vallier, maîtresse van Hendrik II van Frankrijk
- Louis Vierne (1870-1937), organist en componist
- Michel Foucault (1926-1984), filosoof
- Marc Augé (1935-2023), antropoloog
- Joël Robuchon (1945-2018), kok
- Jean-Pierre Raffarin (1948), premier van Frankrijk (2002-2005)
- Jean-Pierre Thiollet (1956), schrijver
- Christian Penigaud (1964), beachvolleyballer
- Brian Joubert (1984), kunstschaatser
- Romain Vincelot (1985), voetballer
- Yassine Jebbour (1991), Marokkaans-Frans voetballer
- Valentin Ferron (1998), wielrenner
- Hugo van Poitiers, heilige

### Overleden
- Maximinus van Trier (?-346), Frans heilige, bisschop in Duitsland
- Venantius Fortunatus (536-610), dichter uit de Merovingische tijd en bisschop van Poitiers
- Abdul Rahman Al Ghafiqi (?-732), Jemenitisch emir van Al-Andalus
- Willem VI van Aquitanië (1004-1038), hertog van Aquitanië
- Karl Lashley (1890-1958), Amerikaans behavioristisch georiënteerd psycholoog
- Robert II van Meulan, graaf van Meulan